# (14412) Wolflojewski
(14412) Wolflojewski est un astéroïde de la ceinture principale.

## Description
(14412) Wolflojewski est un astéroïde de la ceinture principale. Il fut découvert le 9 septembre 1991 à Tautenburg par Lutz Dieter Schmadel et Freimut Börngen. Il présente une orbite caractérisée par un demi-grand axe de 2,28 UA, une excentricité de 0,09 et une inclinaison de 4,5° par rapport à l'écliptique.

## Compléments